# Frederick Rowbottom
Pour les articles homonymes, voir Rowbottom.
Frederick Rowbottom (16 janvier 1938 - 12 octobre 2009) est un logicien et mathématicien britannique. Il obtient son doctorat en 1964 à l'université du Wisconsin-Madison avec une thèse intitulée "Large Cardinals and Small Constructible Sets" (grands cardinaux et petits ensembles constructibles) sous la direction de Howard Jerome Keisler.